# Єгорлицька ГЕС
Єгорлицька ГЕС — ГЕС на річці Великий Єгорлик, у станиці Сенгілеївська Шпаковського району Ставропольського краю. Будівництво станції розпочато у 1956 році, ГЕС введена в експлуатацію в 1962 році. Режим роботи — піковий за встановленим графіком. Входить до складу групи Сенгілеївських ГЕС каскаду Кубанських ГЕС.
ГЕС побудована за пригреблевою схемою.
- Склад споруд ГЕС:
- земляна гребля максимальною висотою 33 м і довжиною по гребеню 960 м;
- підвідний канал;
- водоприймач;
- два металевих напірних трубопроводи;
- будівля ГЕС;
- відвідний канал;
- водоскид з водоприймачем баштового типу і відвідним каналом;
- ВРП 110 кВ.

Потужність ГЕС — 30 МВт, середньорічне вироблення — 80 млн кВт·год. У будівлі ГЕС встановлено 2 вертикальних гідроагрегати з пропелерними турбінами ПР40/587а-в-330 (діаметр робочого колеса 3,3 м) працюють при розрахунковому напорі 29,3 м, з гідрогенераторами ВГС525/99-28 потужністю по 15 МВт. Виробник гідротурбін — харківський завод «Турбоатом», генераторів — «Уралелектротяжмаш». Видача електроенергії в енергосистему здійснюється через ВРП 110 кВ, виконане як одинарна система шин 110 кВ, 2 лінії 110 кВ, 5 масляних вимикачів ВМТ-110Б. Напірні споруди ГЕС утворюють невелике Єгорлицьке водосховище повним обсягом 111 млн м³ та корисним об'ємом 95 млн м³ (відмітка НПУ — 222 м). Власник станції — ВАТ «РусГідро», організаційно входить до складу її філії «Каскад Кубанських ГЕС».
Устаткування ГЕС застаріло і підлягає модернізації, у 1997 і 2002 роках були замінені гідротурбіни (спочатку на ГЕС стояли поворотно-лопатеві турбіни ПЛ40-В-330) та капітально відремонтовані генератори. Планується реконструкція розподільчого пристрою станції, заміна трансформаторів, будівництво додаткового холостого водоскиду.
З метою вирівнювання витрат в річці Єгорлик, нижче ГЕС створено невелике буферне водосховище, до греблі якого пізніше була прибудована Егорлицька ГЕС-2 потужністю 14,2 МВт (пущена у 2010 році).

## Ресурси Інтернету
- Єгорлицька ГЕС на офіційному сайті ВАТ «РусГідро». Архів оригіналу за 24.02.2012. Процитовано 01.01.2011.(рос.)
- Опис Єгорлицької ГЕС. Архів оригіналу за 24.02.2012. Процитовано 01.01.2011.(рос.)